# Ohenro-San
Ohenro-San é um Jogo de videogame do gênero de aventura que foi desenvolvido e publicado pela Matsushita, sendo lançado exclusivamente no Japão em 24 de abril de 2003 para o Nintendo GameCube, console da empresa japonesa Nintendo. O jogo pode ser jogado em single player e em multijogador.